# Хажак Гюльназарян
Хажа́к Месро́пович Гюльназаря́н, (вірм. Խաժակ Գյուլնազարյան; *11 серпня 1918, Ерівань, Російська імперія — 22 грудня 1985, Єреван, Вірменія) — вірменський і радянський письменник, філософ і сценарист; доктор філософських наук (1972).

## Життєпис
Народився в Єревані 1918 року.
У 1941 році закінчив філософський факультет Єреванського державного університету.
У 1972 році захистив докторську дисертацію з філософії на тему «Вірменська критична думка 1920-х років».
Помер уже в незалежній Вірменії у 1995 році.

## Доробок
Хажак Гюльназарян — автор понад 50 книг.
Писав переважно коротку прозу дидактико-філософського спрямування.
Серед збірок його оповідань: «Десь закінчувався обрій» (1966), «Ненадіслані листи» (1975), «Відчинені вікна мого будинку» (1981), «Шукачі золота» (1986).
Багато творів письменника перекладено різними мовами, зокрема українською, так оповідання Хажака Гюльназаряна «Його брат Беллерофонт» було опубліковано в перекладі Василя Шкляра в антології «Вірменське радянське оповідання» (К.: «Дніпро», 1987, с. 70-74).

## Нагороди
Хажак Гюльназарян має численні відзнаки й премії:
- Орден Вітчизняної війни 2-го ступеня (6.11.1985).
- Орден «Знак Пошани» (22.08.1986).
- Заслужений діяч культури Вірменської РСР (1985).
- Державна премія Вірменської РСР (1972).
- диплом Міжнародної ради з дитячої та юнацької літератури імені Г. К. Андерсена.